# Noah (2014)
Noah is een Amerikaanse Bijbel-dramafilm uit 2014, geregisseerd door Darren Aronofsky met in de hoofdrol Russell Crowe als Noach, Jennifer Connelly als de vrouw van Noach en Emma Watson als de vrouw van Sem. De film is geschreven door Aronofsky en Ari Handel.

## Verhaal
Het verhaal van de film is een interpretatie van het verhaal van de ark van Noach, waarin Noah een vaartuig bouwt om samen met zijn familie en duizenden soorten dieren de zondvloed te overleven waarmee God de rest van de Aarde ontdoet van alle andere levende wezens.

## Rolverdeling
| Acteur             | Personage     | Nederlands     |
| ------------------ | ------------- | -------------- |
| Russell Crowe      | Noah          | Noach          |
| Jennifer Connelly  | Naameh        |                |
| Emma Watson        | Ila           |                |
| Anthony Hopkins    | Methuselah    | Metusalem      |
| Logan Lerman       | Ham           | Cham           |
| Douglas Booth      | Shem          | Sem            |
| Leo McHugh Carroll | Japheth       | Jafet          |
| Kevin Durand       | Og            |                |
| Dakota Goyo        | Noah als kind | Noach als kind |
| Ray Winstone       | Tubal-Kain    |                |
| Marton Csokas      | Lamech        |                |
| Madison Davenport  | Na'el         |                |
| Nick Nolte         | Samyaza       |                |
| Mark Margolis      | Magog         |                |
| Frank Langella     | Azazel        |                |

## Verschillen met het officiële Bijbelse verhaal
*Telkens wanneer in onderstaande tekst 'in de Bijbel' staat, wordt bedoeld 'in de officiële Bijbelse versie van het verhaal'
- Noah (Noach) is er in de film als kind getuige van dat Tubal-Kaïn Noahs vader Lamech vermoordt. In de Bijbel sterft Lamech (de vader van Noach) wanneer Noach 595 jaar oud is en zelf kinderen heeft.
- Waar Noah in de Bijbel direct en gedetailleerd spreekt met God over wat hij moet doen, interpreteert hij in de film dromen, visioenen en (mogelijke) tekens als aanwijzingen van 'de schepper' (nooit 'God' genoemd) die hem tot zijn opdracht brengen. Deze schepper laat überhaupt nooit (letterlijk) van zich horen in de film, zoals dat in de Bijbel het geval is.
- Noah bouwt ongeveer tien jaar over de ark, op basis van dat Methusela vlak voor de zondvloed tegen Ila zegt dat zij tien jaar bij Noahs familie is. In de Bijbel bouwt Noah 120 jaar over de ark.[3]
- Noah vertelt zijn familie over de zes scheppingsdagen, maar gebruikt hier een andere volgorde dan in het Bijbelse scheppingsverhaal:

| Dag | Film                      | Bijbel           |
| --- | ------------------------- | ---------------- |
| 1   | Licht                     | Licht            |
| 2   | Hemellichten              | Lucht en zee     |
| 3   | Lucht, zee en land        | Land en planten  |
| 4   | Planten, vogels en vissen | Hemellichten     |
| 5   | Dieren                    | Vogels en vissen |
| 6   | Mensen                    | Dieren en mensen |

- Noah krijgt in de film een zaadje uit de Hof van Eden van zijn grootvader Methusela, dat na het planten in een mum van tijd uitgroeit tot een bos vol bomen waaruit Noah de ark kan maken. De Bijbel vermeldt niet hoe hij aan dit hout kwam.
- Noah gaat in de film aan boord van de ark met zijn vrouw Naameh, hun aangenomen dochter Ila en zijn biologische zonen Shem, Ham en Japheth. In de Bijbel gaan zijn drie zonen elk met een echtgenote aan boord. Het meisje (Na'el) dat Ham in de film moet achterlaten wanneer de zondvloed komt, komt in de Bijbel niet voor.
- Noah krijgt in de Bijbel geen hulp van tot steen getransformeerde Nephilim bij het bouwen van de ark.
- In de film is Shem de oudste zoon, Ham de middelste zoon en Japheth Noahs jongste zoon. In de Bijbel is Japheth de oudste zoon[4], Shem de middelste en Ham de jongste zoon.[5]
- Tubal-Kain is in de film een koning, in de Bijbel wordt hij alleen genoemd als smid, vader van alle koper- en ijzerbewerkers.[6]
- Tubal-Kaïn en zijn leger proberen in de film de ark te bestormen om aan boord te komen en zichzelf te redden van het naderende onheil. In de Bijbel staat niets vermeld over andere mensen die de ark op wilden.
- Waar Tubal-Kaïn zich in de film als verstekeling op de ark verschanst, zijn in de Bijbel geen andere mensen op het vaartuig dan Noah, zijn zonen en de echtgenotes van deze vier.
- Noah gaat in de film aan boord van de ark met het idee dat het niet de bedoeling is dat er na hen nog nieuwe mensen komen. In de Bijbel is het Noah voortdurend duidelijk dat hij en zijn familie zich na de zondvloed moeten vermenigvuldigen.
- Ila bevalt in de film van een tweeling bestaande uit twee meisjes, waarvan Shem de vader is. De Bijbel vermeldt dat Shems vrouw zonen kreeg[7], maar over een tweeling staat niets in de Bijbel.
- In de film wikkelen verschillende personages (waaronder Noah) een stuk slangenhuid om hun arm bij belangrijke rituelen. Deze huid is afkomstig van de slang uit het paradijs en wordt als relikwie bewaard. Dit gebruik komt in de Bijbel niet voor.

## Achtergrond

### Ontwikkeling
In april 2007 sprak Aronofsky met The Guardian over de persoon Noach, die hem  had gefascineerd al sinds zijn jeugd. In de periode rond The Fountain werkte Aronofsky al aan een vroege ontwerpen van het script voor Noah. Ari Handel die ook medewerker aan The Fountain, The Wrestler en Black Swan was hielp Aronofsky mee aan de ontwikkeling van het script. Aronofsky kwam  in oktober 2011 tot een overeenkomst met Paramount en New Regency om een speelfilm met Noach te produceren met een budget van 130 miljoen dollar. De rol van Noach werd door Aronofsky aangeboden aan Christian Bale en Michael Fassbender, maar beiden sloegen het aanbod af. Bale ging voor de rol van Mozes in de film Exodus: Gods and Kings die ook hetzelfde jaar werd uitgebracht. De rol van Ila was oorspronkelijk voor Dakota Fanning, maar die vertrok door een conflict. De opnames begonnen in juli 2012, en vonden plaats in Dyrhólaey en andere delen van Zuid-IJsland en in New York op een set waar Noachs ark werd gebouwd. In de film werden visuele effecten gebruikt die in handen waren van Industrial Light & Magic. De filmmuziek werd gecomponeerd door Aronofsky's vriend Clint Mansell, die bij alle films van Aronofsky al een samenwerking had. In november 2013 werd de eerste officiële trailer uitgebracht. De wereldpremière van de film vond plaats in Mexico-Stad op 10 maart 2014.